# Rubén Paz
Ruben Wálter Paz Márquez (Artigas, 1959. augusztus 8. – ) uruguayi válogatott labdarúgó.

## Pályafutása

### Klubcsapatban
1977-ben a Peñarolban kezdte a pályafutását, melynek tagjaként három bajnoki címet (1978, 1979, 1981) szerzett. 1982 és 1986 között Brazíliában az Internacionalban játszott és három alkalommal nyerte meg a Gaúcho állami bajnokságot. Az 1986–87-es szezonban a francia Racing Paris labdarúgója volt. 1987-től 1993-ig Argentínában a Racing Clubot erősítette, de az 1989–90-es idényt Olaszországban a Genoa csapatánál töltötte. A Racinggal 1988-ban megnyerte a Supercopa Sudamericanát és a Supercopa Interamericanát. 1994-ben a Rampla Juniors, 1995-ben a Frontera Rivera Chico játékosa volt. 1995 és 1996 között a Godoy Cruzban játszott. Később szerepelt még a Wanderers Artigas (1996), a Frontera Rivera Chico (1997–00), a Nacional S. José (2001–02), a Tito Borjas (2003–05) és a Pirata Juniors (2006) csapatában.

### A válogatottban
1977-ben és 1979-ben az ifjúsági válogatott tagjaként megnyerte az U20-as dél-amerikai bajnokságot. 1979 és 1990 között 45 alkalommal szerepelt az uruguayi válogatottban és 8 gólt szerzett. Szerepelt az 1979-es Copa Américán, valamint tagja volt az 1980-as Mundialitón győztes és az 1989-es Copa Américán ezüstérmes válogatott keretének, illetve részt vett és az 1986-os és az 1990-es világbajnokságon.

## Sikerei, díjai
Peñarol
- Uruguayi bajnok (3): 1978, 1979, 1981

Internacional
- Gaúcho bajnok (3): 1982, 1983, 1984

Racing Club
- Supercopa Sudamericana (1): 1988

Uruguay
- U20-as dél-amerikai bajnokság (2): 1977, 1979
- Mundialito győztes (1): 1980
- Copa América ezüstérmes (1): 1989

Egyéni
- Az év dél-amerikai labdarúgója (1): 1988